# Дзержинська лінія
Дзержинська лінія — (рос. Дзержинская линия) лінія Новосибірського метрополітену. Введена в експлуатацію 31 грудня 1987 року.
На лінії використовуються вагони 81-717/714, у складі чотиривагонних поїздів. Одночасно на лінію виходять від двох до трьох (у години пік) складів. На 2011 рік кількість станцій на лінії — 5.

## Розташування
Лінія проходить по Дзержинському, Центральному і Залізничному районах Новосибірська під вул. Кошурнікова, Гоголя, Челюскінців. Її траса перетинає проспект Дзержинського, Іподромську магістраль, Червоний Проспект, проходить під площами Лунінца і Гаріна-Михайлівського.

## Історія та статистика
Експлуатаційна довжина лінії становить 5,413 км. На лінії діють 5 станцій.
Відкриття ділянок лінії по датам
- 31.12. 1987 — «Сибірська» - «Площа Гаріна-Михайлівського» (1,6 км)
- 28.12. 2000 — «Сибірська» - «Маршала Покришкіна» (1,1 км)
- 25.06. 2005 — «Маршала Покришкіна» - «Березовий гай» (1,2 км)
- 23.06. 2007 — відкрито другий тунель між станціями «Березовий гай» і «Маршала Покришкіна». На лінії вперше введено круговий рух поїздів.

На період з 07 по 26.10. 2010 і з 09.02. 2011 відкрита станція «Золота Нива».
Двадцять років на лінії застосовувалися різні форми човникового руху поїздів. З відкриттям п'ятої станції «Золота Нива» різноманітність схем руху збільшилася: протягом половини перегону організовано рух по одній колії. Це викликано недостатніми темпами проходки тунелів і прагненням заощадити кошти за рахунок виносу камери з'їздів у середину перегону.

## Перспективи
Будівництво ділянки «Золота Нива» - «Волочаєвська» (2016) (див. також Продовження Дзержинської лінії Новосибірського метрополітену від станції Золота Нива до станції Молодіжна).
У перспективі лінія отримає власне депо «Волочаєвське», для якого зарезервовано територія за речовим ринком.